# Maringouin
Maringouin är en kommun (town) i Iberville Parish i Louisiana. Ortnamnet betyder mygga på louisianafranska. Vid 2020 års folkräkning hade Maringouin 891 invånare.